# Jean Huguet
Pour les articles homonymes, voir Huguet.
Jean Huguet est un romancier, essayiste, critique littéraire, traducteur et éditeur français né aux Sables-d'Olonne en Vendée le 26 janvier 1925, où il est mort le 18 août 2006.

## Biographie
Né dans une famille de marins-pêcheurs de La Chaume, un quartier des Sables-d'Olonne, en Vendée, Jean Huguet est un élève studieux qui obtient d'excellents résultats scolaires. Il revient de sa première campagne de pêche au thon avec deux certitudes: ses parents font un métier hors du commun, dont il sera fier toute sa vie, mais lui, malgré tout le respect et l'admiration qu'il leur porte, ne sera pas pêcheur.
Il commence sa vie professionnelle dans l'enseignement, et entame un parcours d'écrivain, d'historien et d'humaniste.
Devenu libraire à Paris (1949-1954), il est secrétaire national des Libraires (1953-1959) et fonde L'Officiel de la Librairie, publication professionnelle dont il assure la rédaction en chef de 1953 à 1969.
Secrétaire général du Prix des Libraires, il fonde en 1954 et anime les Jeunesses Littéraires de France, mouvement qui essaimera dans d'autres pays francophones (Belgique, Canada).
De retour chez lui, à La Chaume, il y crée une maison d'édition : Le Cercle d'Or, qui publie de nombreux ouvrages de littérature et de régionalisme de 1972 à 1989 et il y fonde un groupe de chant choral amateur "les veillées chaumoises" dont le répertoire est fondé sur les chants traditionnels locaux (Partons, la mer est belle…).
Peu d'intellectuels ont su, comme lui, rendre hommage à leurs racines et élever la culture vernaculaire au rang d'un art populaire majeur.

## Œuvres
- Traductions en français des œuvres du romancier espagnol José Luis Martín Vigil
- Romans :
  - Stelio ou l'écho de la cathédrale, 1955
  - La Mère et l'enfant, précédé de la Lettre à un lycéen, adressée à Jean Giraudoux, suivi des deux premiers chapitres de Charles Blanchard de Charles-Louis Philippe, présentation de Jean Huguet, Club des jeunes amis du livre, 1959
  - Ellora, 1959
  - Que ferons-nous de tout cet amour ? Casterman, Coll. L'Éolienne, 1971
  - Equinoxe, Éditions Le Cercle d'Or, 1972
  - Jean Huguet, Les tambours de la Bourguignonne : roman, Paris, R. Laffont, 1986, 395 p. (ISBN 2-221-05021-5)
  - Jean Huguet, Émilia : roman-chronique de l'an I de la Vendée, Paris, Éditions Robert Laffont, 1987, 395 p. (ISBN 2-221-05368-0)
  - Nau l'Olonnois, Geste Éditions, 1990   (ISBN 2-905061-40-5)
  - Le Froid de l'aube, Subervie, 1969, rééd. Éditions Vents et marais, 1997   (ISBN 2-84288-004-8), rééd. Le Chardon bleu, 1997
- Essais :
  - Saint-Exupéry ou l'Enseignement du désert. Paris, éd. de la Colombe, 1956, 100 p.
  - Rayonnement de Lecomte de Noüy, Paris, éd. de la Colombe, 1957, 110 pages.
  - Les jeunes devant la littérature, préface d'Henri Queffelec, éd. de la Colombe, 1959
  - Silence et immobilité de Jean-Marie-Baptiste Vianney, curé d'Ars, Paris, éd. de la Colombe, 1960, 115 p.
  - La culture face aux civilisations, éd. André Silvaire, 1963
  - Jean Yole et la civilisation de la terre, 1974
  - Jean Huguet, Un cœur d'étoffe rouge : France et Vendée 1793, le mythe et l'histoire, Paris, Editions R. Laffont, 1985, 272 p. (ISBN 2-221-04758-3)
  - Paul Emile Pajot, marin pêcheur, imagier de la mer, Éditions André Bonne, coll. Univers des hommes, 1975
  - Robespierre ou la Vérité de la Révolution, 1992
  - Commentaire de la Guerre Civile, Vendée, 1793-1794 : chronologies, réflexions et récits, Expressions et formes associées/EFA, 1993

- Récits :
  - Si La Chaume m'était contée…Une évocation historique du berceau des Sables-d'Olonne, photographies d'Yvan Tenailleau, Éditions Navarre, 1968
  - La Chaume, un peuple en fête. La belle et simple histoire des veillées chaumoises, Éditions Le Cercle d'or, 1983.
  - Nau l'Olonnois ou l'impossible et fabuleux amour du roi de l'Ile de la Tortue, Éditions Le Cercle d'or, 1985
  - L'An I de la Vendée, Éditions Robert Laffont, 1986,  (ISBN 2-221050-21-5)
  - L'Enfant de la mer, Éditions Dominique Balland, 1988  (ISBN 2906771066)
  - Jean Huguet, Florent Colombelle ou l'Orée : Archives de la mémoire sorcière, Luçon (12 rue de l'Aumônerie, 85400, Hécate, 1989, 150 p. (ISBN 2-86913-020-1)
  - La tête pleine d'oiseaux. Francois Servanteau (1744-1795), Expressions et formes associées/EFA, 1994

- Autobiographie, journal :
  - Jean Huguet, L'Année devant l'arbre : chronique, Les Sables-d'Olonne, Éditions le Cercle d'or, 1979, 223 p. (ISBN 2-7188-0067-4)
  - Un témoin de l'Occupation, de la Libération et de la Victoire en Vendée : 1940-1945, Expressions et formes associées/EFA, 1995
  - Devenir ou des livres plein la tête, 1945-1955, Expressions et formes associées/EFA, 1996
  - La mer et l'enfant, ou Naître à cet autre monde aujourd'hui oublié : La Chaume, 1925-1937, J. Huguet, 1999

- Biographies :
  - Une journée dans la vie de Paul-Emile Pajot, Le Cercle d'or, 1982
  - Paul-Emile Pajot, marin-pêcheur et peintre, Le Chasse-Marée, 1989.
  - (en) Paul-Emile Pajot et Gilbert Pajot, Peintres et pêcheurs : Musée maritime de La Rochelle, 16 juin-15 septembre 1996, Arcueil La Rochelle, Anthèse Musée maritime de La Rochelle, 1996, 95 p. (ISBN 2-904420-84-3)
  - (en) Jean Huguet, Florelle (Odette Rousseau) : la femme libérée, Le Poiré-sur-Vie (chemin des Amours, 85170), Vents et marais, 1997, 89 p. (ISBN 2-84288-009-9)

- Divers :
  - La Bibliothèque idéale de poche, (avec Georges Belle), Éditions universitaires, 1969
  - Vendée, ill. de Claude Delaunay, Éditions Le Cercle d'or, 1980
  - Le tombeau d'Homère, Expressions et formes associées/EFA, 1991.
  - Les vins de Vendée : des origines à demain, Expressions et formes associées/EFA, 1990
  - Vignes et vignerons de Vendée, Éditions de l'Étrave, 1992
  - Les Sables et le pays des Olonne, Éditions de l'Étrave, 2000
  - (en) Jean Huguet (photogr. Christian Bossu-Picat), Vendée : chemin faisant, Olonne-sur-Mer, France, Delroisse Vendée, 1983 (ISBN 2-85518-092-9)

## Distinctions
- Officier de l'Ordre national du Mérite
- Officier des Palmes académiques
- Membre de l'Académie de Bretagne
- Membre de l'Académie des provinces françaises